# Comparsa
Ne doit pas être confondu avec l'album de Deep Forest

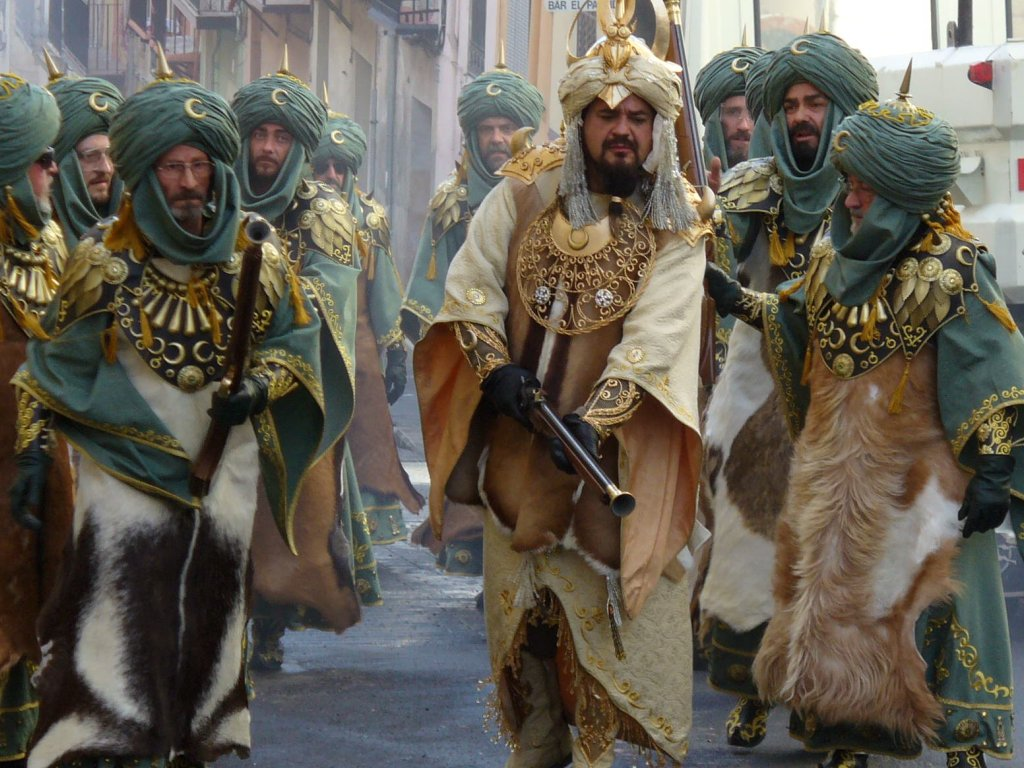
Une comparsa de la fête des Maures et Chrétiens d'Alcoy 2007.

Une comparsa est, en Espagne et en Amérique hispanique, un groupe de chanteurs, de danseurs et de musiciens qui participe à un carnaval. C'est l'équivalent du krewe américain ou du bloco brésilien.
À Cuba, les comparsas défilent au son de la conga dans les rues de Santiago de Cuba tous les ans au mois de juillet.
Les comparsas défilent dans les quartiers populaires de Montevideo à l'occasion du candombe.